# 腦血管炎
腦血管炎，亦稱中樞神經系統血管炎，是一種在大腦中發生的血管炎，有時也出現在脊髓中。罹患腦血管炎可能導致包括頭痛、協調困難、行動困難在內的多種神經性癥狀，也會出現很像是腦瘤的昏迷及腦脫垂等癥狀，另外一些則像是多發性硬化、肌纤维发育不良、血栓性血小板减少性紫癜。10%的腦血管炎患者都會出現腦溢血。

## 病因
除去原發性腦血管炎之外，一般來說，導致罹患腦血管炎的誘因可能是感染、其他形式的全身性血管炎——諸如韦格纳氏肉芽肿病或结节性多动脉炎、結締組織疾病全身性红斑狼疮和類風濕性關節炎、特殊的藥物（安非他明、可卡因和海洛因）、某些癌癥（特別是淋巴瘤、白血病和肺癌）以及貝賽特氏症。

## 診斷與治療
脑血管造影术、磁共振成像以及腦切片檢查可以診斷出人是否患有腦血管炎。確診之後還需要確定其是否原發或是其他疾病導致的。治療這種疾病會用到糖皮質激素，加上環磷酰胺等引發免疫抑制以減輕人體免疫系統對自身組織的攻擊。腦血管炎很少發生，因此也很難確診。

## 外部連結
- Central Nervous System Vasculitis at the Johns Hopkins Hospital vasculitis centre
- Primary angiitis of the central nervous system （页面存档备份，存于） from the Cleveland Clinic